# 리비히스 아날렌

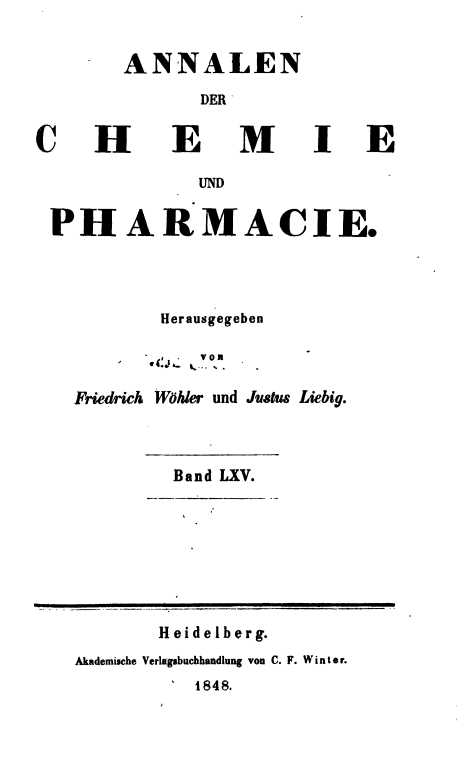

리비히스 아날렌(Liebigs Annalen, 전체 명칭: Justus Liebig's Annalen der Chemie)은 전 세계 유기화학 분야에서 가장 오래되고 역사적으로 가장 중요한 저널 중 하나였다. 이 저널은 1832년에 창간되었으며 1873년 유스투스 폰 리비히가 사망할 때까지 리비히가 프리드리히 뵐러 및 다른 사람들과 함께 편집했다. 이 저널의 원 제목은 약학연보(Annalen der Pharmacie)였다. 1874년에 이름이 유스투스 리비히의 화학 연대기(Annalen der Chemie)로 변경되었다. 출판된 첫 10년 동안 이 저널은 화학 및 제약 분야의 소식을 담은 정기 간행물이자 1차 연구의 출판사였다. 이 기간 동안 리비히가 편집자로 재직하는 동안 삽입한 출판된 작품에 대한 반박과 비판이 포함된 것으로 알려졌다. 1874년 이후에는 편집 정책이 변경되었고 저널은 완성된 연구만 출판했다. 이후 20세기에는 항상 유기화학 분야에 중점을 두었지만, 그 초점은 유기화학에 관한 기사만을 인쇄하는 것으로 좁혀졌다. 이 저널은 19세기 중반에 특히 영향력이 있었지만, 제2차 세계 대전 이후에는 "더 이상 예전만큼 탁월하지 않은" 것으로 간주되었다.
이 저널은 창립부터 리비히의 죽음 이후의 변경, 그리고 결국 20세기 후반에 다른 저널과의 통합에 이르기까지 역사 전반에 걸쳐 합병과 이름 변경을 겪었다. 1997년에 이 저널은 네덜란드 화학 작품 모음집(Recueil des Travaux Chimiques des Pays-Bas)과 합병하여 리비히스 아날렌/리쿠에일(Liebigs Annalen/Recueil)을 형성했으며, 1998년에는 여러 다른 국가 유럽 화학 저널의 합병으로 유럽 유기화학 저널(European Journal of Organic Chemistry)에 흡수되었다.